# Выборы губернатора Вологодской области (2024)
Выборы губернатора состоялись в Вологодской области 8 сентября 2024 года - в единый день голосования. Губернатор избирался сроком на 5 лет. На тот же срок избранный губернатор назначает членом Совета Федерации одного из трёх протеже, заявленных при выдвижении.
На 1 января 2024 года в Вологодской области было зарегистрировано 894 536 избирателей, из которых около 27,5 % (246 074 избирателей) в Вологде и 26,7 % (238 781 избирателей) в Череповце. При этом на выборах президента, состоявшихся в 17 марта 2024 года, в списках избирательной комиссии было 884 528 избирателей из которых приняли участие в голосовании 650 421 человек. На выборах 2019 года в списках было 935 466 избирателей.

## Предшествующие события
С декабря 2011 года должность губернатора занимал Олег Кувшинников. Его третий срок заканчивался в сентябре 2024 года, однако 31 октября 2023 года он досрочно подал в отставку по собственному желанию. Президент РФ Владимир Путин назначил временно исполняющим обязанности губернатора 44-летнего Георгия Филимонова. Филимонов с ноября 2021 года занимал должность заместителя председателя правительства Московской области при губернаторе Андрее Воробьеве, курировал вопросы продовольственного рынка, сельского и лесного хозяйства. Так как выборы допускается проводить лишь в единый день голосования, то ближайшей датой стало 8 сентября 2024 года. Таким образом Филимонов будет исполнять обязанности губернатора 10 месяцев.
С момента возвращения прямых выборов глав регионов в 2012 году в областном избирательном законе было закреплено, что кандидатов в главы Вологодской области могли выдвигать только политические партии. В январе 2024 года депутаты Законодательного собрания Вологодской области приняли законопроект, разрешающий самовыдвижение независимых кандидатов. Такому кандидату помимо прохождения муниципального фильтра также нужно собрать 1% подписей избирателей, зарегистрированных на территории области. До 50% подписей разрешается собирать через портал Госуслуг.

## Организация выборов
Избирательная комиссия Вологодской области состоит из 10 членов с правом решающего голоса. Действующий состав сформирован в декабре 2021 года на 5 лет (2021—2026). Половину назначил губернатор Вологодской области Олег Кувшинников, половину — депутаты законодательного собрания Вологодской области. Должность председателя с июня 2015 года занимает Денис Зайцев (в декабре 2021 года переизбран на 5 лет).
24 ноября 2023 года врио губернатора Георгий Филимонов своим постановлением досрочно прекратил полномочия члена комиссии Александра Ивина, назначенного губернатором Кувшинниковым. На освободившееся место Филимонов назначил членом комиссии с правом решающего голоса Дениса Дворникова. После выдвижения Филимонова кандидатом в губернаторы партией «Единая Россия», 5 июня 2024 года полномочия члена комиссии Дворникова были приостановлены, так как от также работал руководителем Департамента внутренней политики Вологодской области и находился в непосредственном подчинении у данного кандидата. 17 июня 2024 года были приостановлены полномочия члена комиссии Дениса Хрипеля, так как он был выдвинут кандидатом в губернаторы партией «Справедливая Россия — За правду».
Ключевые даты
- с 30 мая по 9 июня (за 100-90 дней до дня голосования) депутаты заксобрания Вологодской области назначат выборы на единственно возможную дату — 8 сентября 2024 года. Назначение произошло 30 мая 2024 года[11].
  - официальная публикация решения о назначении выборов
  - 31 мая — публикация избиркомом расчёта числа подписей, необходимых для регистрации кандидата (следующие 3 дня)
  - с 1 июня по 1 июля до 18.00 — выдвижение кандидатов (30 дней после дня официального опубликования решения о назначении выборов)
  - агитационный период начинается со дня выдвижения кандидата и прекращается за одни сутки до дня голосования
- с 14 июля по 24 июля до 18 часов — представление документов для регистрации кандидатов. К заявлениям должны прилагаться листы с подписями муниципальных депутатов
- с 12 августа по 7 сентября — период агитации в СМИ (начинается за 28 дней до дня голосования)
- с 23 августа — размещение информации о зарегистрированных кандидатах на стендах в помещениях избирательных комиссий, с указанием сведений о доходах и имуществе кандидатов, их супругов и несовершеннолетних детей
- 8 сентября — день голосования

## Порядок выдвижения и регистрации
В Вологодской области кандидаты могут выдвигаться и политическими партиями, имеющими право участвовать в выборах, и в порядке самовыдвижения. Кандидаты, выдвинутые в порядке самовыдвижения, должны представить подписи 1 % избирателей, зарегистрированных на территории области — примерно 8950 подписей.
Каждый кандидат на должность губернатора при регистрации должен представить список из трёх претендентов на должность представителя правительства региона в Совете Федерации. Избранный кандидат после вступления в должность губернатора назначает одного из них членом Совета Федерации.

## Кандидаты
В феврале 2024 года врио губернатора Георгий Филимонов заявил, что намерен участвовать в выборах как самовыдвиженец, отметив, что он беспартийный, вступать ни в одну из партий не собирается. Однако уже в мае он встретился с секретарями областных отделений «Единой России» и заявил о решении выдвигаться от партии «Единая Россия». 28 мая 2024 года Филимонов вступил в партию «Единая Россия». Партийный билет ему вручил секретарь Генерального совета партии Андрей Турчак. Он также предложил Филимонову возглавить вологодское региональное отделение «Единой России».
К апрелю 2024 года в Вологодской области действовали отделения 20 партий.
8 июня КПРФ выдвинула на выборы Александра Морозова, депутата Законодательного собрания Вологодской области.
10 июня выдвинулся самовыдвиженцем Михаил Дорофеев, заместитель председателя Вологодского регионального отделения отделения партии «Яблоко». Однако 18 июля он отозвал свою кандидатуру.
| Кандидат          | Возраст              | Должность (на момент выдвижения) | Субъект выдвижения                | Статус                   | Кандидаты в Совет Федерации |
| ----------------- | -------------------- | --- | --------------------------------- | ------------------------ | --------------------------- |
| Антон Гримов      | 37 лет (11.02.1987)  | депутат Законодательного собрания Вологодской области на непостоянной основе, помощник депутата Госдумы 7 созыва С. Г. Каргинова по работе в Вологодской области | ЛДПР                              | зарегистрирован          | ФИО 1, ФИО 2, ФИО 3         |
| Михаил Дорофеев   | 64 года (27.05.1960) | самозанятый | самовыдвижение                    | отозвал свою кандидатуру |                             |
| Игорь Катухин     | 57 лет (16.09.1966)  | депутат Законодательного собрания Вологодской области, зампред постоянного комитета по социальной политике, работающий на постоянной основе                      | «Партия пенсионеров»              | зарегистрирован          | ФИО 1, ФИО 2, ФИО 3         |
| Александр Морозов | 56 лет (2.11.1967)   | депутат Законодательного собрания Вологодской области | КПРФ                              | зарегистрирован          | ФИО 1, ФИО 2, ФИО 3         |
| Николай Толчанов  | 40 лет (1.12.1983)   | самозанятый | самовыдвижение                    | выдвинут                 | ФИО 1, ФИО 2, ФИО 3         |
| Георгий Филимонов | 44 года (23.02.1980) | временно исполняющий обязанности губернатора Вологодской области                                                                                                 | «Единая Россия»                   | зарегистрирован          | ФИО 1, ФИО 2, ФИО 3         |
| Денис Хрипель     | 41 год (13.11.1982)  | директор ООО «Вологодские инженерные системы и сети» | «Справедливая Россия — За правду» | зарегистрирован          | ФИО 1, ФИО 2, ФИО 3         |

## Прогнозы и аналитика
В июне 2024 года политолог Вячеслав Данилов заявил, что не видит реальных соперников кандидату от «Единой России» Георгию Филимонову. Но напомнил, что на прошлых губернаторских выборах 25,18 % голосов получила кандидат от партии ЛДПР депутат заксобрания Вологодской области Ольга Ширикова. В то же время политолог Владимир Соловейчик заявил, что единственный, по его мнению, кто может составить Филимонову политическую альтернативу — это кандидату от КПРФ депутат заксобрания Вологодской области Александр Морозов. При этом кандидат от «Российской партии пенсионеров за социальную справедливость», если будет зарегистрирован, сможет отнять у него 2-4 % голосов.